# Ctimene ocreata
Ctimene ocreata är en fjärilsart som beskrevs av Louis Beethoven Prout 1922. Ctimene ocreata ingår i släktet Ctimene och familjen mätare. Inga underarter finns listade i Catalogue of Life.